# Rajdowe Mistrzostwa Polski Samochodów Terenowych

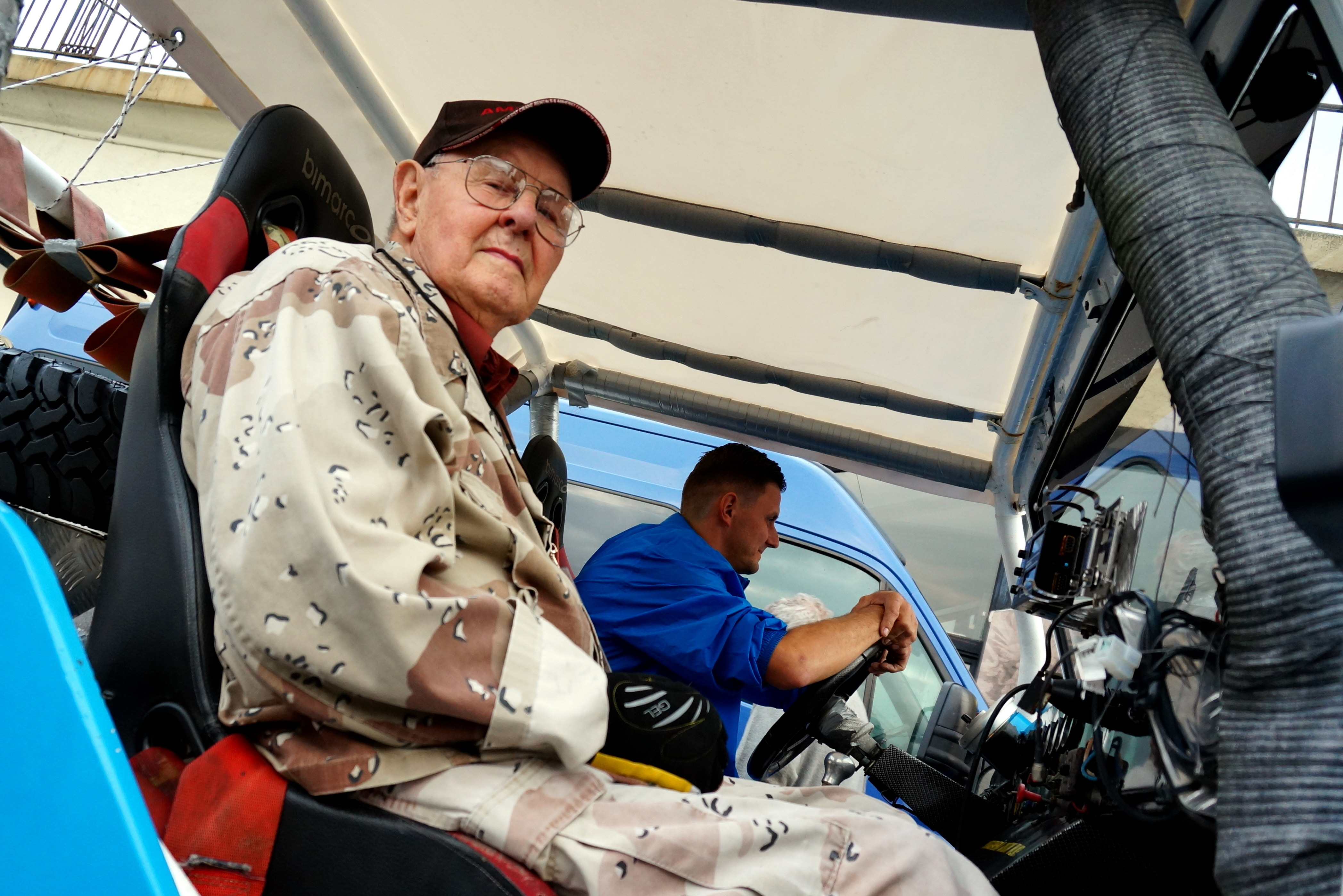
Stanisław Lisowski w swoim " Merlisie 3000 " w 2014 r.

Rajdowe Mistrzostwa Polski Samochodów Terenowych – dyscyplina rajdów samochodowych, której właścicielem jest Polski Związek Motorowy. Załogi RMPST składające się z dwóch zawodników (trzech w samochodach ciężarowych) jeżdżą na czas po trasie o wysokim stopniu trudności terenowej.

## Samochody
Samochody muszą być dopuszczone do ruchu (aktualny dowód rejestracyjny).
Ich konstrukcja musi spełniać wymagania regulaminu technicznego, a więc m.in. być wyposażone w klatkę bezpieczeństwa, gaśnice, płachtę serwisową etc.
Samochody startują w podziale na klasy:
O I (otwarta pierwsza) dla samochodów o pojemności silnika do 1600 cm³ bez względu na system zapłonu (ZS i ZI), z wyjątkiem samochodów z silnikami doładowanymi o zapłonie iskrowym.
O II (otwarta druga) dla samochodów o pojemności silnika ponad 1600 do 2500 cm³ bez względu na system zapłonu (ZS i ZI), oraz z silnikami doładowanymi o zapłonie iskrowym bez względu na ich pojemność.
O III (otwarta druga) dla samochodów o pojemności silnika ponad 2500 cm³ bez względu na system zapłonu (ZS i ZI), oraz z silnikami doładowanymi o zapłonie iskrowym bez względu na ich pojemność.
Do startu w klasie O I, O II i O III dopuszcza się samochody o dowolnym zakresie przeróbek, których konstrukcja nie koliduje z wymogami Prawa o Ruchu Drogowym.
T1 dla samochodów udoskonalonych (zał.J, art. 285)
T2 dla samochodów seryjnych (zał.J, art. 284)
P (popularna) – do tej klasy zalicza się samochody, które zostały wyprodukowane seryjnie jako: Willys MA, MB/Ford GPW, Ford GP, GAZ-67, GAZ-69, ARO, Muscel, UAZ, Tarpan Honker, Volkswagen Iltis, DKW Munga, ŁuAZ, Ford Mutt, Łada Niva, o ograniczonym stopniu przeróbek.
C (samochodów ciężarowych) do tej klasy zalicza się samochody ciężarowe o dopuszczalnej masie całkowitej powyżej 3,5 tony.
Przy rajdach do Mistrzostw Polski Samochodów Terenowych mogą być organizowane imprezy dla uczestników bez żadnej licencji samochodowej w klasie:
KJST (Konkursowa Jazda Samochodem Terenowym) – według oddzielnie rozgrywanej klasyfikacji. Te samochody muszą spełniać dużo mniej rygorystyczne warunki.

## Trasa
Trasa rajdu składa się z tzw. dojazdówek, gdzie samochody poruszają się po drogach publicznych i muszą w ściśle określonym czasie dojechać od Punktu Kontroli Czasu (PKC) oraz Odcinków Specjalnych, na których prowadzony jest pomiar czasu.

## Klasyfikacja
Za każdą dziesiątą część sekundy na OSie naliczana jest 0,1 punktu.
Spóźnienie bądź zbyt wczesny wjazd na PKC karane są odpowiednio 2 bądź 10 punktami.
Klasyfikacja prowadzona jest w podziale na klasy oraz w klasyfikacji generalnej. Miejsca są przydzielane w zależności od sumy uzyskanych punktów, w kolejności rosnącej.
W ciągu roku rozgrywanych jest kilka rajdów (ok. 6–10), punkty uzyskane w każdym z nich liczą się do punktacji rocznej, na podstawie której na koniec sezonu przydziela się tytuły mistrzowskie.

## Klasyfikacja generalna RMPST
| Rok  | I miejsce            | II miejsce           | III miejsce          |
| ---- | -------------------- | -------------------- | -------------------- |
| 1990 | Maciej Majchrzak     | Marian Trela         | Henryk Lisowski      |
| 1991 | Marian Trela         | Piotr Małuszyński    | Maciej Majchrzak     |
| 1992 | Piotr Małuszyński    | Marian Trela         | Henryk Lisowski      |
| 1993 | Dariusz Andrzejewski | Maciej Majchrzak     | Stanisław Lisowski   |
| 1994 | Dariusz Andrzejewski | Piotr Małuszyński    | Maciej Majchrzak     |
| 1995 | Piotr Małuszyński    | Stanisław Lisowski   | Dariusz Andrzejewski |
| 1996 | Stanisław Lisowski   | Mariusz Laskowski    | Dariusz Andrzejewski |
| 1997 | Stanisław Lisowski   | Maciej Majchrzak     | Dariusz Andrzejewski |
| 1998 | Stanisław Lisowski   | Jerzy Dębski         | Mariusz Laskowski    |
| 1999 | Dariusz Andrzejewski | Stanisław Lisowski   | Sławomir Wasiak      |
| 2000 | Tomasz Lisowski      | Sławomir Chłoń       | Wojciech Koziński    |
| 2001 | Bogdan Kostecki      | Dariusz Andrzejewski | Stanisław Lisowski   |
| 2002 | Paweł Oleszczak      | Dariusz Andrzejewski | Piotr Małuszyński    |
| 2003 | Piotr Małuszyński    | Stanisław Lisowski   | Paweł Oleszczak      |
| 2004 | Paweł Oleszczak      | Dariusz Andrzejewski | Piotr Gadomski       |
| 2005 | Mariusz Ryczkowski   | Grzegorz Szwagrzyk   | Włodzimierz Grajek   |
| 2006 | Włodzimierz Grajek   | Patryk Łoszewski     | Sławomir Łyszkowski  |
| 2007 | Piotr Domownik       | Sławomir Łyszkowski  | Marek Siarek         |
| 2008 | Sławomir Wasiak      | Hubert Odejewski     | Piotr Domownik       |
| 2009 | Patryk Łoszewski     | Robert Łyżwa         | Dariusz Żyła         |
| 2010 | Zdenek Porizek       | Viktor Chytka        | Włodzimierz Grajek   |
| 2011 | Balazs Szalay        | Sławomir Wasiak      | Konrad Sobecki       |
| 2012 | Adam Małysz          | Dariusz Żyła         | Martin Kaczmarski    |
| 2013 | Miroslav Zapletal    | Adam Małysz          | Łukasz Komornicki    |
| 2014 | Paweł Molgo          | Maciej Stańco        | Łukasz Komornicki    |
| 2015 | Paweł Molgo          | Marcin Łukaszewski   | Piotr Białkowski     |
| 2016 | Miroslav Zapletal    | Włodzimierz Grajek   | Sławomir Wasiak      |